# L'undicesimo
L'undicesimo (Одиннадцатый) è un film a carattere documentaristico del 1928, diretto da Dziga Vertov. 

## Trama
"La conquista del Dniepr". Imponenti lavori di sterro delle impervie rive del fiume, in quella che un tempo era stata la dimora degli Sciti, per permettere l'edificazione della centrale idroelettrica del Dnepr, "la più grande centrale elettrica d'Europa".
La susseguente elettrificazione della regione ha conseguenze positive per le attività economiche del "paese di Lenin": non solo per l'agricoltura, occupazione della gran parte del popolo, ma anche per l'industria estrattiva e mineraria, tradizionalmente basata sulle miniere del Donbass: alla forza muscolare di uomini e cavalli si sostituisce l'energia elettrica, che fornisce nastri trasportatori, trapani e trivelle, ascensori e montacarichi.
Altri importanti miglioramenti sono resi possibili dall'energia elettrica, in diversi campi. Dalla metallurgia, con la meccanizzazione delle fonderie; all'industria bellica, sia navale (come testimonia il raggiante volto del marinaio della flotta del Mar Nero a bordo dell'incrociatore Červona Ukraina) che di terra (il generale Vorošilov alla testa delle sue truppe); per finire all'attività politica: una riunione di una sezione di provincia del Komsomol si svolge pacatamente e in tutto agio grazie all'illuminazione notturna offerta dalle "lampadine leniniste".
Compagni comunisti dai quattro angoli del pianeta osservano con ammirazione le acquisizioni del popolo sovietico (e dei suoi dirigenti) all'ingresso nel secondo decennio della sua gloriosa storia avvenire. 

## Produzione
Le riprese sono state realizzate dal 12 giugno al 7 novembre 1927 a Mosca e in varie località dell'Ucraina: Charkiv, Donec'k, Kiev, Odessa, Zaporižžja.
Terminato il suo rapporto con l'agenzia governativa sovietica di produzione cinematografica Sovkino, Vertov trovò lavoro al VUKFU (Consiglio Foto-Cinematografico Pan-Ucraino) di Kiev, che gli commissionò un lungometraggio documentario che celebrasse il decimo anniversario della rivoluzione d'ottobre del 1917, in particolare dal punto di vista ucraino; il film uscì in Unione Sovietica solo un anno più tardi, nel 1928, donde il titolo L'undicesimo (anno).
L'assistente alla regia, per questo come per altri film di Vertov, è stata sua moglie Elizaveta Svilova; il direttore della fotografia, Michail Kaufman, era il fratello minore del regista, e, parimenti, ha collaborato con lui per diversi film. I fratelli Stenberg, Vladimir e Georgij, artisti e designer, hanno realizzato le locandine per il film.
Nel 1928 Evhen Makarov, in collaborazione con Vertov, e, molto probabilmente, col fotografo Aleksandr Rodčenko, ha realizzato il trailer animato del film (l'EYE Film Instituut Nederland conserva una copia originale in nitrato della pellicola, in formato 35mm, della lunghezza di 47 metri).

## Distribuzione
Dopo un'anteprima avvenuta a Kiev il 7 novembre 1927, il film è uscito a Mosca e nel resto dell'Unione Sovietica il 15 maggio 1928.
In epoca recente il film è stato programmato all'interno di diversi festival cinematografici: il 3° Internationales Forum des jungen Films (una rassegna interna al Festival internazionale del cinema di Berlino nella sua edizione del 1973); l'Edinburgh International Film Festival del 1977; il festival Giornate del cinema muto, organizzato dalla Cineteca del Friuli nel 2004 (nell'edizione del 2014 è stato mostrato anche il trailer di Evhen Makarov, sempre del 1928); il Midnight Sun Film Festival del 2007. La versione restaurata del film è stata programmata per il Docudays UA International Human Rights Documentary Film Festival di Kiev del 2013.
L'undicesimo è stato edito in DVD nel 2009 a cura della Edition Filmmuseum in collaborazione con ZDF/ARTE, insieme all'altro film di Vertov La sesta parte del mondo (Шестая часть мира), con sottotitoli inglesi e tedeschi e una colonna sonora di Michael Nyman, realizzato a partire da una pellicola positiva in formato 35mm.
Il film è visionabile su YouTube, con sottotitoli inglesi e colonna sonora.

## Accoglienza
In prossimità dell'uscita del film, L. Šatov, come altri critici sovietici del tempo, non apprezzava l'aspetto sperimentale del film; ecco cosa scriveva sul settimanale di Leningrado Zhiznʹ iskusstva (Жизнь искусства, "La vita artistica"): "Tramite un montaggio estremamente complesso ed i trucchi fotografici Vertov ed il suo cameraman Kaufman ottengono sullo schermo la dimostrazione di un movimento quasi del tutto non-obiettivo ed astratto "nella sua forma pura", il che puzza fortemente del costruttivismo idealistico e non-obiettivo degli innovatori dadaisti e loro simili in Europa occidentale. Non si può negare che tutte queste esposizioni quadruple, queste riprese alla rovescia e così via, siano molto piacevoli, spesso sorprendenti, ottenute con grande "gusto" ed abilità, ma che cosa può dare allo spettatore un film simile sull’anniversario d’ottobre, se non uno "spettacolo per il gusto dello spettacolo" piacevole a vedersi?!"
Vertov stesso, in un discorso tenuto all'Associazione dei Cineasti Rivoluzionari nel febbraio 1928, difendeva il proprio operato: "Non ti sembra che le prime parti siano montate meglio delle ultime? Questa domanda mi è stata posta piuttosto spesso negli ultimi giorni, ma è un’impressione ingannevole. La prima parte si pone ovviamente su un livello al quale è più facile per lo spettatore assorbirla; la quarta e la quinta parte sono costruite in modo più complesso e contengono ben più innovazioni al montaggio delle prime due. Guardano più al futuro del cinema rispetto alla seconda ed alla terza parte. Devo dire che la quarta e la quinta parte hanno con la prima lo stesso rapporto che un istituto di istruzione superiore ha con una scuola media. È naturale che un montaggio più complesso costringa lo spettatore ad una maggior tensione e richieda, per essere compreso, maggior attenzione."
In tempi recenti, lo storico del cinema Yuri Tsivian si esprime in questi termini: "il tema politico di questo film è tanto convenzionale e banale quanto la fotografia ed il montaggio sono arditi e complessi, ma (…) agli occhi di un artista di sinistra negli anni Venti dieci anni di socialismo (beh, undici) costituivano un esperimento sociale radicale che meritava, come tale, anzi richiedeva proprio, una presentazione radicalmente sperimentale. (…) La cosa più notevole degli esperimenti di montaggio in L’undicesimo anno è il tentativo, da parte di Vertov, di contraddire lo spazio ed il tempo. (…) Un antico tumulo, trovato sul luogo di costruzione della diga, viene presentato da Vertov in un montaggio incrociato con la scena attuale (si noti la ripresa, a doppia esposizione, del martello di un operaio che disturba il sonno eterno di quelle antiche ossa)."

## Influenza culturale
Spezzoni di L'undicesimo sono stati utilizzati da Albrecht Viktor Blum e Léo Lania per il loro cortometraggio Im Schatten der Maschine del 1928; il cortometraggio del 2010 Vertov in Blum, di Michael Loebenstein e Georg Wasner, analizza la maniera in cui in i passi di L'undicesimo sono stati utilizzati in Im Schatten der Maschine.
Vertov stesso ha riutilizzato una scena del film per il proprio L'uomo con la macchina da presa del 1929.
Frammenti di L'undicesimo si trovano parimenti nel documentario di Oleg Kovalov Sergej Ėjzenštejn. Avtobiografija, del 1996, e in Seul le cinéma, capitolo 2(a) della mini-serie documentaria televisiva Histoire(s) du cinéma, di Jean-Luc Godard, del 1994, andato in onda in prima il 22 luglio 1999.